# 宝暦 (渤海)
宝暦（ほうれき）は渤海の元号。大欽茂の治世で用いられた。大興37年（774年）に改元されたが、「貞孝公主墓誌」に大興56年に死去との記載があり、時期は不詳であるが再び大興が使用されたと見られている。

## 西暦等との対照表
| 中興 | 元年  |
| 西暦 | 774年 |
| 干支 | 甲寅  |
| 唐   | 大暦9 |
| 日本 | 宝亀5 |

## 他の王朝
- 新羅 : 恵恭王10年